# 28
Năm 28 là một năm nhuận trong lịch Julius, bắt đầu vào ngày thứ năm. 

## Sinh
- Hán Minh Đế (mất 75)

## Mất
- Bách Tế Ôn Tộ Vương